# Michael den Heijer
Michael den Heijer (14 de abril de 1996) es un futbolista neozelandés que juega de defensa en el Auckland City Football Club de la New Zealand National League.

## Carrera
Debutó en 2013 jugando para el Wanderers. En 2014 pasó al Kashiwa Reysol, donde jugó para el equipo Sub-18 hasta que en 2015 regresó a Nueva Zelanda para firmar con el Auckland City. En 2016 pasó al NEC Nijmegen Sub-21, para subir al primer equipo al año siguiente, previo al inicio de la temporada 2017-18.

### Clubes
| Club                | País          | Año             |
| ------------------- | ------------- | --------------- |
| Wanderers           | Nueva Zelanda | 2013 - 2014     |
| Kashiwa Reysol      | Japón         | 2014 - 2015     |
| Auckland City       | Nueva Zelanda | 2015 - 2016     |
| NEC Nijmegen Sub-21 | Países Bajos  | 2016 - 2017     |
| NEC Nijmegen        | Países Bajos  | 2017 - Presente |

### Selección nacional
Disputó la Copa Mundial Sub-17 de 2013 en representación de Nueva Zelanda.